# Guy de Faye (évêque)
Ne doit pas être confondu avec Guy de Faye (homme politique).
Guy de Faye fut abbé avant de devenir évêque de l'évêché de Luçon du 19 mai 1357 au 20 février 1359. Il fut nommé, à cette date,  évêque du diocèse de Maillezais jusqu'en 1380.